# Ховевей Ціон

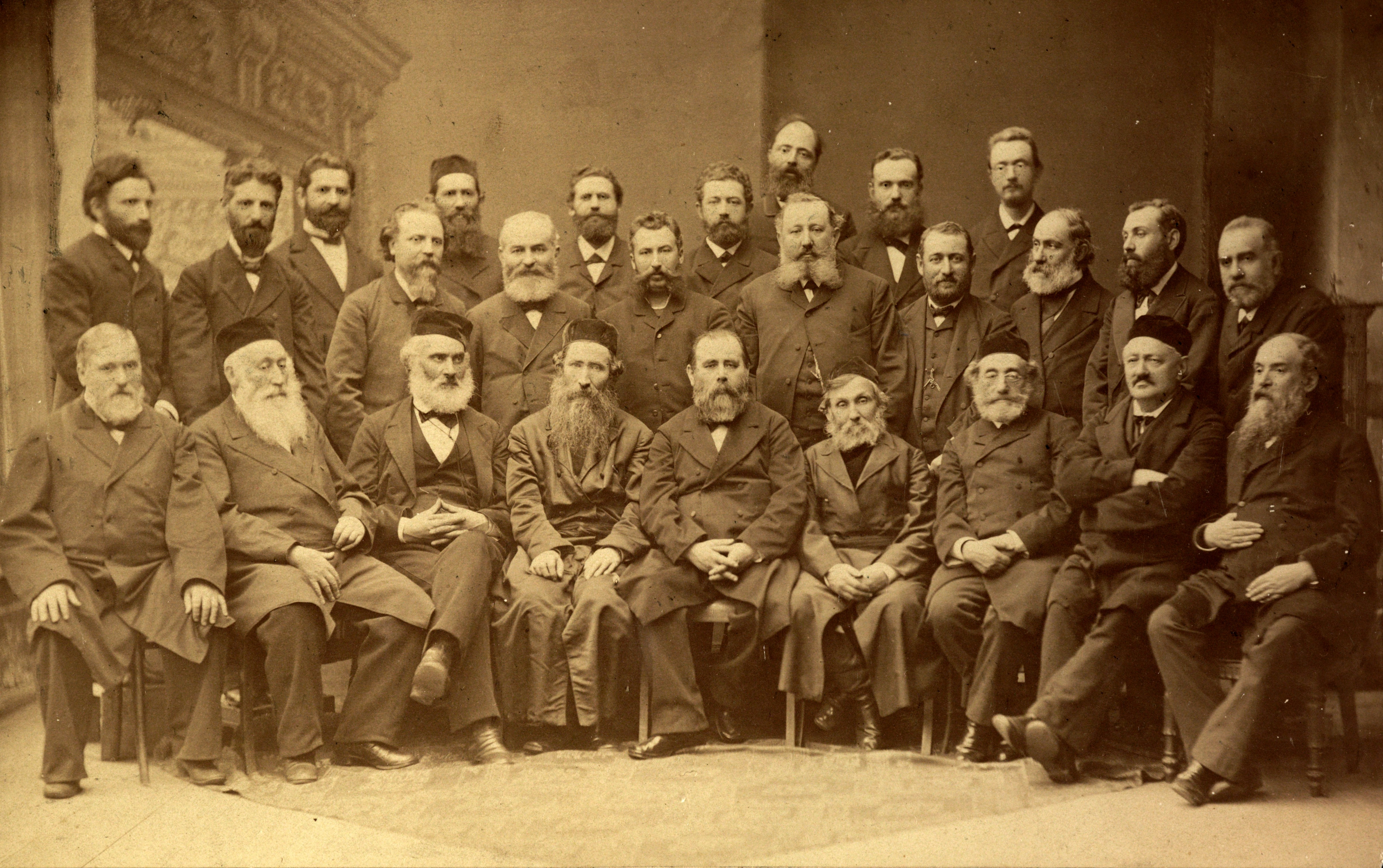
Учасники установчої конференції в Катовицях, світлина 1884 року

Ховеве́й Ціон (також Хібат Ціон, івр. חִבַּת צִיּוֹן, חוֹבְבֵי צִיּוֹן, буквально «люблячі Сіон», також палестинофіли) — сіоністський рух.

## Цілі
Головним завданням організації було переселення євреїв на їх історичну батьківщину до Землі Ізраїлю і подальше їх облаштування там шляхом розвитку сільського господарства, ремісництва, будівництва нових і підтримки старих єврейських поселень на території спочатку Османської імперії, а згодом у підмандатній Палестині.

## Історія руху
У 1881—1882 роках в Російській імперії пройшла низка єврейських погромів. Після цього повсюдно в Імперії почали створюватися сіоністські гуртки і групи, в цей же час почалася Перша Алія.
У 1884 році на з'їзді в місті Катовиці в Польщі було прийнято рішення створити єдину організацію, яка б об'єднала розрізнені до цього єврейські сіоністські гуртки і групи. Головою нової організації обрали Ієхуду Лейба Пінскера, який до погромів 1881—1882 років виступав за емансипацію євреїв серед інших народів, але після погромів виступив за створення єврейської держави в Палестині. Серед тих, хто підтримав нову організацію, були Перец Смоленскін, М. Д. Брандштедтер, А. Б. Готлобер, Моше Лейб Лілієнблюм.